# Імператор Хейдзей
Імператор Хейдзе́й (яп. 平城天皇, へいぜいてんのう, хейдзей тенно; 25 вересня 774 — 5 серпня 824) — 51-й Імператор Японії, синтоїстське божество. Роки правління: 8 червня 806 — 8 травня 809. Відомий також як імператор Нара.
Старший син імператора Камму та імператриці Фудзівара но Отомуро. Замолоду звався принц Ате. 784 року його наставником стає Фудзівара но Цуґінава. 785 року призначається спадкоємцем трону. Перед тим, як він зійшов на трон, його позашлюбний зв'язок із Фудзіварою но Кусуко, викликав скандал. Через цей скандал батько розглядав можливість позбавити його звання спадкоємця.
Після смерті батька 806 року незважаючи на деякі суперчки його правонаступництво (сенсо) було підтверджено. Невдовзі після цього імператор Хейцзей вступив на трон (сокуй). За цим імператорська охорона була реорганізована. До того імператорська гвардія, що існувала, стала лівою імператорською гвардією (сакон'ефу), тоді як середня охорона стала правою імператорською гвардією (укон'ефу). Обидві сторони отримали тайсьо (старшого командуючого).
809 року тяжко захворів, під час зрікся влади на користь свого молодшого брата принца Каміно, що став відомий як імператор Саґа. За цим повернувся до колишньої столиці Хейдзьо-кьо
810 року його підбурила до спроби відновлення на троні наложниця Кусуко з клану Фудзівара, тому ці події отримали назву «Кусуко-но хен». Проте заколотники на чолі із Фудзівара но Наканарі (братом Кусуко) були переможені укон'ефу під орудою Саканоуе но Тамурамаро ззанали поразки. Зрештою Наканарі було  страчено, Кусуко отруїлася, а колишній імператор вимушен був стати буддійським ченцем. Помер через 14 років після цього.